# Yersinia mexicana
Yersinia mexicana är en bönsyrseart som beskrevs av Henri Saussure 1859. Yersinia mexicana ingår i släktet Yersinia och familjen Mantidae. Inga underarter finns listade i Catalogue of Life.